# Dong Yuyu
Dong Yuyu (chinesisch 董郁玉; geb. 1962) ist ein chinesischer Journalist und ehemaliger Redakteur bei der staatlichen Zeitung Guangming Daily, der 2024 wegen Spionage zu sieben Jahren Haft verurteilt wurde.

## Leben
Nach seinem Abschluss an der juristischen Fakultät der Peking-Universität im Jahr 1987 begann Dong seine Arbeit bei der Guangming Daily, eine der fünf großen Zeitungen der Kommunistischen Partei Chinas. 1989 beteiligte er sich an den Protesten auf dem Platz des Himmlischen Friedens und wurde anschließend zu Zwangsarbeit verurteilt, konnte jedoch seine Anstellung bei der Zeitung behalten.
Im Laufe seiner Karriere stieg er zum stellvertretenden Leiter der Kommentarabteilung auf und galt als eine der reformorientiertesten Stimmen innerhalb der Guangming Daily. Dong war für seine Beiträge zu rechtlichen Reformen und sozialen Themen bekannt.
Im Jahr 2007 war er Nieman Fellow an der Harvard-Universität. Zudem war er Gastwissenschaftler und Gastprofessor an mehreren japanischen Universitäten, darunter der Keiō-Universität und der Universität Hokkaidō. Er schrieb auch Artikel für die New York Times und andere ausländische Medien.
Am 21. Februar 2022 wurde Dong in Peking verhaftet, während er einen Tag nach dem Ende der Olympischen Winterspiele in Peking mit einem japanischen Diplomaten zu Mittag aß. Der Diplomat wurde ebenfalls festgehalten, aber nach mehreren Stunden freigelassen, nachdem die japanische Regierung protestiert hatte. Seitdem befand sich Dong in Haft.
Sein Prozess fand im Juli 2023 unter Ausschluss der Öffentlichkeit statt und das Urteil wurde mehrfach verschoben, bevor er schließlich im November 2024 zu sieben Jahren Haft verurteilt wurde. Seine Familie erklärte, dass er in der Haft in guter Verfassung sei und plane, gegen das Urteil Berufung einzulegen.

## Wirken
Dong war für seine reformorientierten Kommentare bekannt  und setzte sich für die Förderung der Rechtsstaatlichkeit in China ein. Er schrieb regelmäßig für chinesische Medien und liberale akademische Zeitschriften und war einer der Verfasser eines Buches über die Förderung der Rechtsstaatlichkeit. Seine Artikel behandelten Themen von rechtlichen Reformen bis zu sozialen Fragen, wobei er direkte Kritik an der Regierung vermied.
Im Rahmen seiner Arbeit traf er sich regelmäßig mit ausländischen Diplomaten und Journalisten zum Meinungsaustausch. Seine Familie betonte, dass solche Treffen Teil seiner beruflichen Tätigkeit waren und er dadurch zum Kulturaustausch beitrug.
Im Jahr 2017 wurden einige seiner Arbeiten von Parteifunktionären der Guangming Daily als „antisozialistisch“ eingestuft. Nach dem Amtsantritt von Präsident Xi Jinping im Jahr 2012 schrumpfte der Raum für individuelle Meinungsäußerung in China rasch und Dong setzte seine Schreibarbeit oft unter Pseudonym fort.
Seine Verhaftung und Verurteilung wurden von Menschenrechtsorganisationen und Journalistenverbänden weltweit kritisiert. Über 700 Journalisten, Akademiker und Mitarbeiter von Nichtregierungsorganisationen unterzeichneten eine Petition für seine Freilassung. Organisationen wie das Komitee zum Schutz von Journalisten forderten die chinesischen Behörden zur Aufhebung des Urteils und zum Schutz der Rechte von Journalisten auf.
Das Gerichtsurteil stützte sich darauf, dass die von Dong getroffenen japanischen Diplomaten als Agenten einer „Spionageorganisation“, nämlich der japanischen Botschaft, angesehen wurden. Seine Familie zeigte sich über diese Einstufung schockiert und erklärte, dass dies eine Warnung an chinesische Bürger sei, keine Kontakte zu Ausländern zu pflegen.